# Шапел Монтодон
Шапел Монтодон (фр. Chapelle-Monthodon) насеље је и општина у североисточној Француској у региону Пикардија, у департману Ен (Пикардија) која припада префектури Шато Тјери.
По подацима из 2011. године у општини је живело 188 становника, а густина насељености је износила 13,17 становника/km². Општина се простире на површини од 14,28 km². Налази се на средњој надморској висини од 113 метара (максималној 254 m, а минималној 112 m).

## Демографија
| 1962. | 1968. | 1975. | 1982. | 1990. | 1999. | 2011. |
| ----- | ----- | ----- | ----- | ----- | ----- | ----- |
| 163   | 178   | 148   | 167   | 173   | 209   | 188   |

График промене броја становника у току последњих година